# Fichtensee
Der Fichtensee ist ein Stillgewässer in Löhne im Kreis Herford in Ostwestfalen. In den 1960er Jahren im Zuge des Baus der Autobahn A 30 als Baggersee entstanden, ist er heute ein beliebtes Angelgewässer. Es kommen sämtliche wichtige mitteleuropäische Fischarten wie Aal, Barsch, Graskarpfen, Hecht, Karpfen, Regenbogenforelle, Rotauge, Rotfeder, Schleie, Spiegelkarpfen und Wels vor. Der See ist somit für Fried- und Raubfischangler interessant. Der See befand sich viele Jahre in Privatbesitz. 2005 wurde er an den Angelverein Löhne verkauft, der auch die Fischereilizenzen vergibt.

## Geographie und Einordnung
Der Fichtensee ist ca. 230 × 370 m groß und hat einen dreieckigen Grundriss. Seine Fläche beträgt ca. 4,9 Hektar. Er liegt auf einer Höhe von 52 m über dem Meeresspiegel.
Ein namentragender Zu- oder Abfluss sind nicht vorhanden.